# ESAN (Sindicato Euskal Polizia)
Euskal Polizien Sindikatu Abertzale Nazionala (ESAN), (Sindicato Nacional de los policías del País Vasco en español), es un sindicato profesional o corporativo integrado por trabajadores de la Ertzaintza y las Policías Locales vascas, incluidos y desempeñando funciones en el seno de la Euskal Polizia establecida por la Ley de Policía de Euskadi (Ertzaintza, Policía Foral de Navarra y Policías Locales). En la actualidad, se trata del sindicato mayoritario a nivel electoral y de afiliación dentro de la Euskal Polizia y el único con representación en las tres capitales de la Comunidad Autónoma Vasca. 

## Objetivos
Desde su fundación, ESAN tiene como principal objetivo "la defensa de los derechos de los trabajadores, así como la reivindicación constante de las mejoras en las condiciones de trabajo de los mismos, entendiendo que la fuerza de aquellos, en condiciones de igualdad y progreso, es el bien más defendible junto con los valores superiores de libertad, igualdad y justicia". 
Así mismo, constituyen fines propios del Sindicato ESAN recogidos en sus Estatutos, "la defensa de los derechos humanos, los derechos sociales y los derechos fundamentales y libertades públicas, vinculándose completamente con los principios previstos en el Código Europeo Ético de la Policía, íntimamente relacionado con los principios previstos en la Declaración Universal de Derechos Humanos".

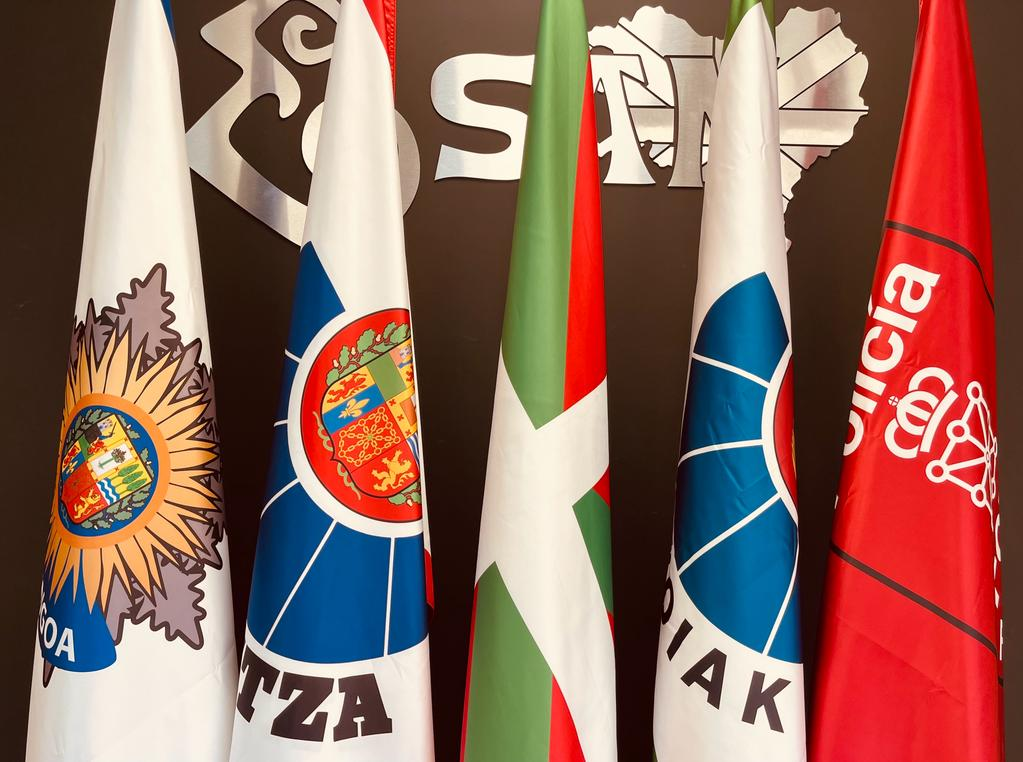
ESAN Sindicato de las Policías Vascas

El Sindicato mayoritario de la Policía Vasca orienta su actividad hacia:
● La defensa del derecho a un empleo estable para los policías vascos.
● La plena protección social y jurídica de la labor policial.
● La consecución de mejores condiciones de empleo y trabajo colectivo, siendo además uno de los objetivos el alcance de mejoras condiciones de vida y de conciliación familiar entre todos sus integrantes.
Además, el sindicato manifiesta su voluntad de lograr una Euskal Polizia (Policía Vasca) euskaldun con un "modelo de policial civil, democrático, justo e independiente de intromisiones e ideologías políticas. Siempre de acuerdo y alineado con las legítimas expectativas que la sociedad vasca deposita en los servicios públicos de protección a la ciudadanía".

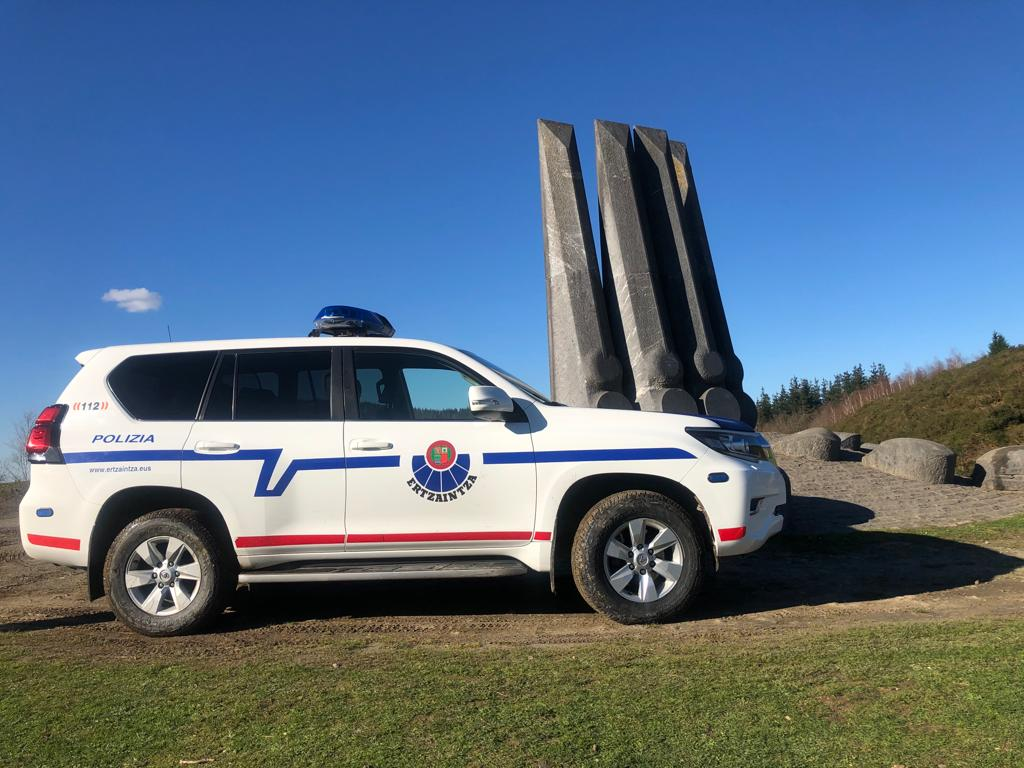
ESAN Sindicato mayoritario de la Ertzaintza y policías vascas

## Historia
El Sindicato ESAN se funda en Guernica, el 26 de abril de 2006, y se elige la ciudad vasca como símbolo de los vascos y de su democracia originaria. De esta forma, el sindicato ESAN se crea inicialmente como Ertzaintzaren Sindikatu Abertzale Nazionala.
La organización elige la indicada fecha ya que, el lunes 26 de abril de 1937, tuvo lugar uno de los ataques bélicos más crueles y recordados de la guerra civil española: el bombardeo de Guernica. Un ataque aéreo sobre la población civil de esta localidad vasca, que sería posteriormente inmortalizado por Pablo Picasso en su obra Guernica. Una destrucción, con un objetivo simbólico claro, el ataque a uno de los lugares fundamentales del imaginario vasco.
De esta forma, ESAN se crea para buscar una alternativa a un sindicalismo que entendían caduco y obsoleto en aquel momento dentro del ámbito de la Ertzaintza.

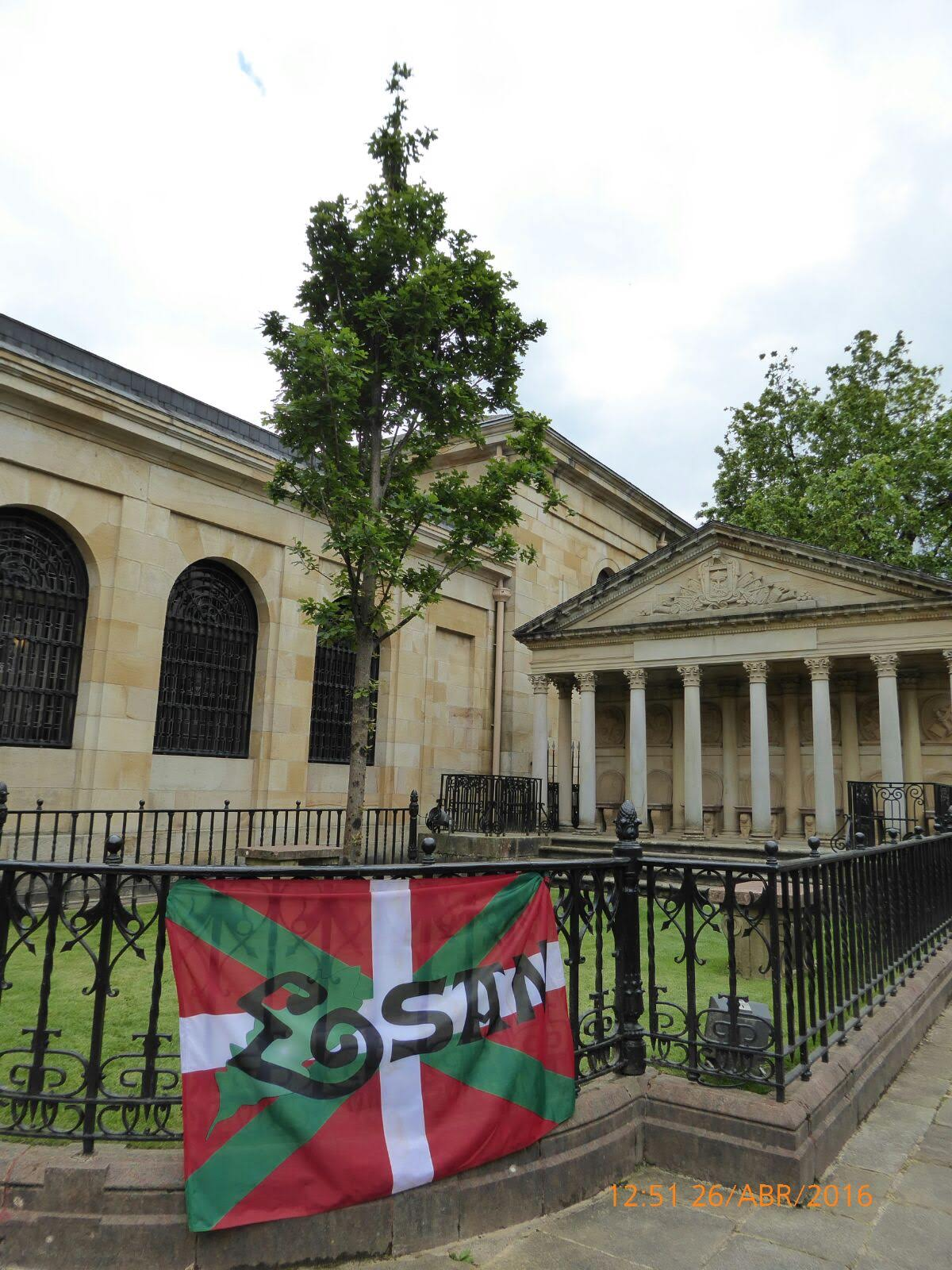
Sindicato ESAN frente al árbol de Guernica

## Evolución y logros
En las elecciones de la Ertzaintza de 2006, ESAN irrumpe por primera vez en el panorama sindical de la Ertzaintza con un apoyo de 502 votos. Durante este período con Javier Balza Aguilera como Consejero de Interior (EAJ-PNV) del Gobierno Vasco, ESAN es agente activo de interlocución con los diferentes partidos políticos para lograr integrar dentro de la Ley General de la Seguridad Social a la Ertzaintza como un caso particular de jubilación anticipada por razón del grupo o actividad profesional.
En el año 2009, hay un cambio de Gobierno en el País Vasco, siendo nombrado Consejero de Interior Rodolfo Ares Taboada del PSE-EE. En las elecciones sindicales de 2010, ESAN se consolida como tercera fuerza sindical de la Ertzaintza con el apoyo de 789 votos. Durante este período,  tras largas y duras negociaciones, en el año 2012 ESAN firma uno de los grandes acuerdos reguladores de las condiciones de trabajo del personal de la Ertzaintza, la conocida como regulación del Decreto de Servicio Activo Modulado por edad (que regula las condiciones de trabajo del personal mayor de 55 años atendiendo al desgaste lógico por edad y años trabajados) y un acuerdo para incorporar la Carrera Profesional en la Ertzaintza (todos estos acuerdos apoyados por el sindicato ERNE).
En 2013, se sucede un nuevo relevo en el Gobierno Vasco, asumiendo la consejería de Seguridad Estefanía Beltrán de Heredia (EAJ-PNV), quien lejos de alcanzar ningún nuevo acuerdo, no asume la incorporación de la Carrera Profesional en la Ertzaintza acordada con el anterior Consejero. Se abre un período de gran conflictividad entre el Gobierno y los Sindicatos de la Ertzaintza, llegando a quedar anuladas las elecciones sindicales de 2014 donde ESAN se había afianzado como una fuerza importante dentro del colectivo logrando 1462 votos. 
En esta época se mantienen reuniones con diferentes partidos políticos en el País Vasco y Madrid, ya que se estaba negociando entre ellos la modificación de la Ley de Policía del País Vasco. Desde ESAN se vuelcan todos los esfuerzos para conseguir incluir en ella tanto la regulación del Servicio Activo Modulado por edad o SAM como el reconocimiento de la Carrera Profesional para todo el colectivo de la Euskal Polizia del País Vasco. De esta forma, más de 10000 trabajadores y trabajadoras de la Euskal Polizia salen beneficiados del acuerdo. Finalmente, el 27 de junio de 2019, se aprueba en la cámara parlamentaria vasca la quinta modificación de la Ley de Policía del País Vasco, en la cual se incluían estos avances durante años reclamados por los sindicatos de la Ertzaintza.
En los comicios sindicales celebrados en febrero del año 2021, ESAN obtiene 2011 votos en la Ertzaintza y más de un 30% del voto emitido. El sindicato tiene presencia en el Cuerpo de Miñones de Álava, en el de Miqueletes de Guipúzcoa y, por último, en el de Forales de Vizcaya. Todos ellos cuerpos de policía históricos adscritos, hoy en día, a la Ertzaintza pero dependientes de las Diputaciones Forales correspondientes.
A partir de esta fecha, ESAN irrumpe con fuerza en numerosos ayuntamientos de Euskadi como alternativa sindical de referencia para la Policía obteniendo representación en Policías Locales (Udaltzaingoak en vasco) e incluso ganando las elecciones en municipios como Bilbao, San Sebastián, Vitoria, Amurrio, Arrigorriaga, Baracaldo, Durango, Erandio, Rentería, Guecho, Pasajes, Plencia, Portugalete, Santurce, Sestao, Motrico, Amorebieta-Echano y Zumaya. De esta forma, ESAN se consolida y pasa a convertirse en la primera fuerza sindical de toda la Euskal Polizia.
En agosto de 2024, el sindicato ESAN inició una campaña dirigida a los principales Ayuntamientos de Euskadi, la asociación de municipios EUDEL y el Departamento de Seguridad del Gobierno Vasco para solicitar formalmente la dotación de dispositivos de control electrónico (Taser) tanto para la Ertzaintza como para las distintas Policías Locales de Euskadi a través de una petición acompañada de un trabajo de investigación.
Esta iniciativa daba continuidad a una reivindicación planteada por el sindicato desde el año 2021, con el objetivo de dotar a las policías vascas de herramientas adaptadas a las nuevas realidades criminológicas del territorio. ESAN argumentaba que los dispositivos de control electrónico proporcionaban una respuesta proporcional frente a situaciones violentas, ofreciendo una alternativa menos lesiva que contribuye a mejorar la seguridad tanto de los agentes como de la ciudadanía.
Tras meses de negociaciones, en noviembre de 2024 el Parlamento Vasco aprobó la dotación de estos dispositivos con los votos favorables de EAJ-PNV, PSOE, PP y Vox, mientras que EH Bildu se abstuvo en la votación. Previamente ESAN logró su implantación en las capitales vascas de San Sebastián y Vitoria. Este logro marcó un avance significativo en la modernización de los equipos de las fuerzas de seguridad vascas y su capacidad de respuesta ante nuevas dinámicas delictivas.
En enero de 2025 el sindicato ESAN alcanza un preacuerdo, junto con otros sindicatos de la Ertzaintza, con el Gobierno Vasco que actualiza las condiciones de trabajo de la Ertzaintza. Esto supone actualizar un 10% el sueldo de los agentes y renovar el Acuerdo Regulador de la Ertzaintza tras más de diez años.Las nuevas condiciones de trabajo suponen el mayor incremento retributivo y de mejora de derechos laborales de la historia de la institución autonómica vasca.

## Secretaría General
● Eneko Urkijo Artaraz. Secretario General de ESAN Sindikatua entre los años 2006 y 2021.

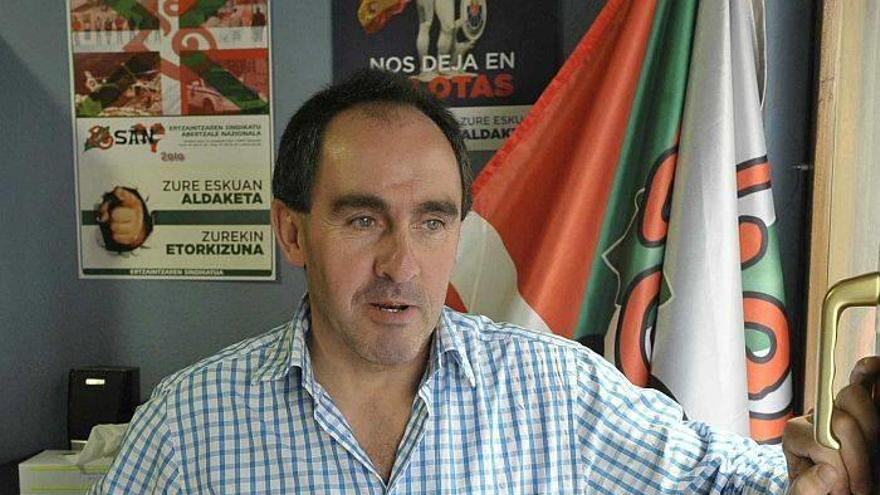
Eneko Urkijo Secretario General de ESAN Sindikatua

● Roberto Palma Gorostiza. Secretario General de ESAN Sindikatua desde el año 2021.

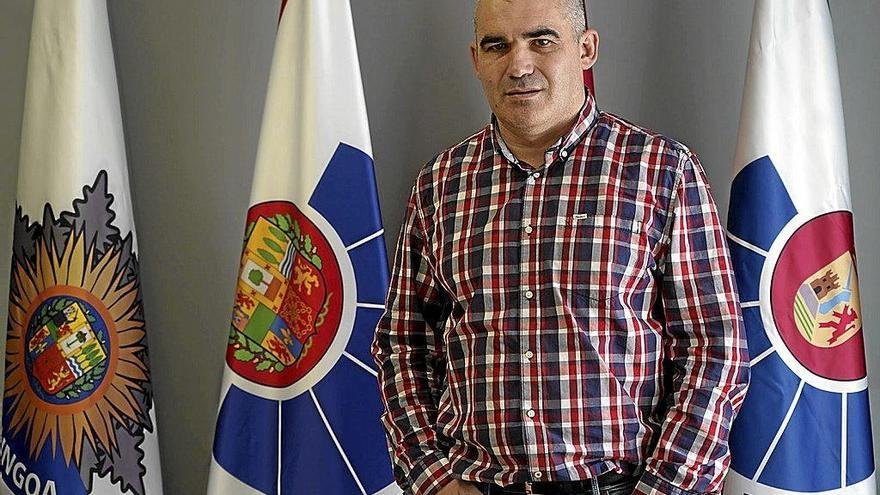
Roberto Palma, Secretario General de ESAN Sindikatua